# 2-溴己烷
2-溴己烷（英語：2-Bromohexane）是有机溴化合物，化学式为CH3CH(Br)(CH2)3CH3。它是一种无色液体，是手性化合物。大多数2-溴代烷烃是通过将溴化氢加成到 1-烯烃中制备的。马尔科夫尼科夫加成在没有自由基的情况下进行，即得到2-溴衍生物。